# Estadio McMahon
El Estadio McMahon (McMahon Stadium en inglés) es un estadio de fútbol canadiense situado en Calgary, Alberta. El estadio es propiedad de la Universidad de Calgary y es operado por la Sociedad del Estadio McMahon.
Sirve como el lugar casero para la Universidad de Calgary Dinos, Calgary Colts de la Liga de Fútbol Canadiense junior, Calgary Cocodrilos y Calgary Wolfpack de la Liga de Fútbol de Alberta, y el Calgary Stampeders de la liga de fútbol canadiense, quien anteriormente jugó en Mewata Estadio de 1935 a 1959. El estadio también sirvió como sede al aire libre (como una pista de hielo) para la Liga Nacional de Hockey's 2011 Heritage Classic partido entre las llamas de Calgary y los canadienses de Montreal.
El estadio también fue el lugar utilizado para los Juegos Olímpicos de Invierno de 1988 para la apertura y clausura, que sirve como el Estadio Olímpico.

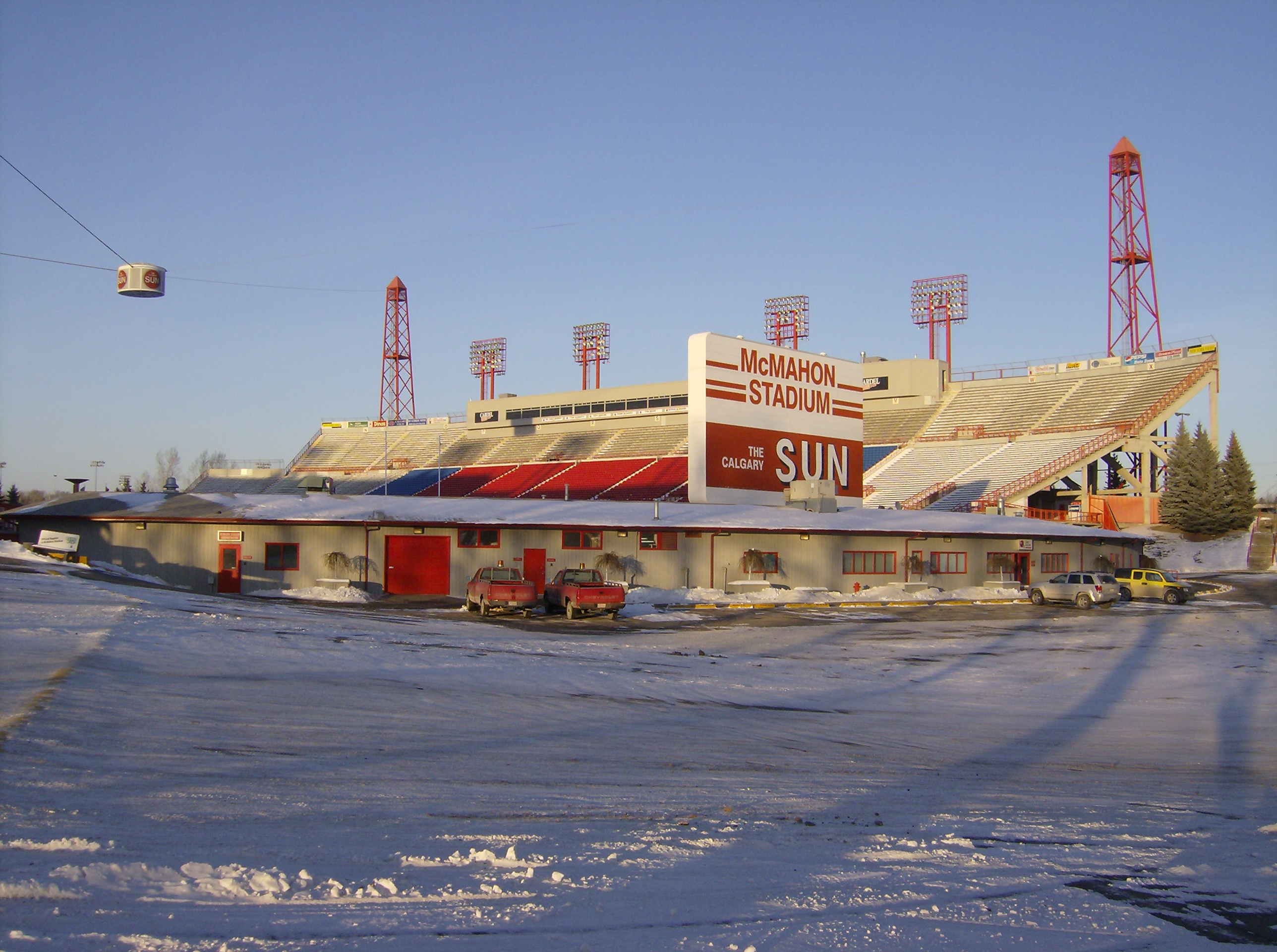
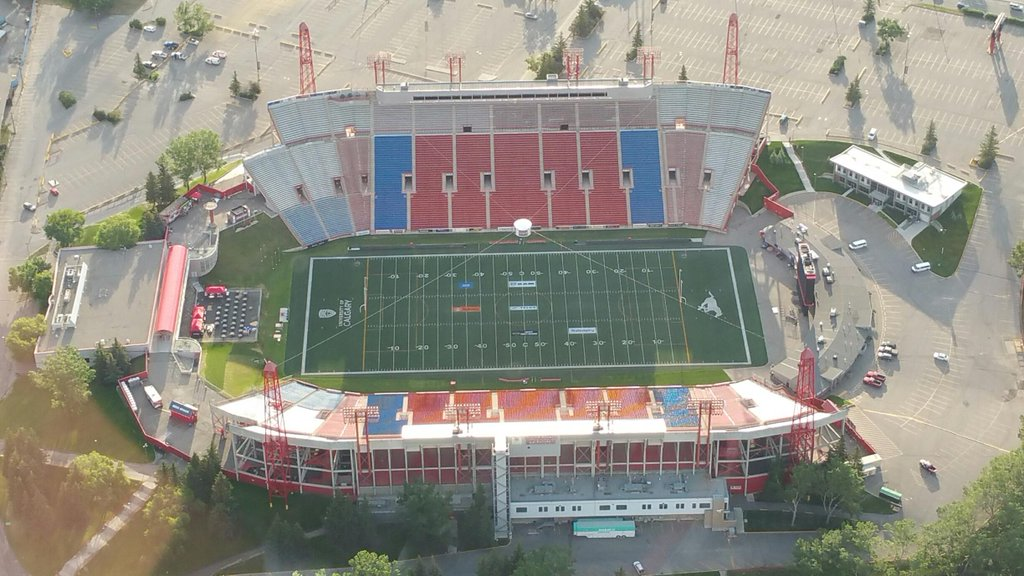